# Bayerisches Alpenvorland

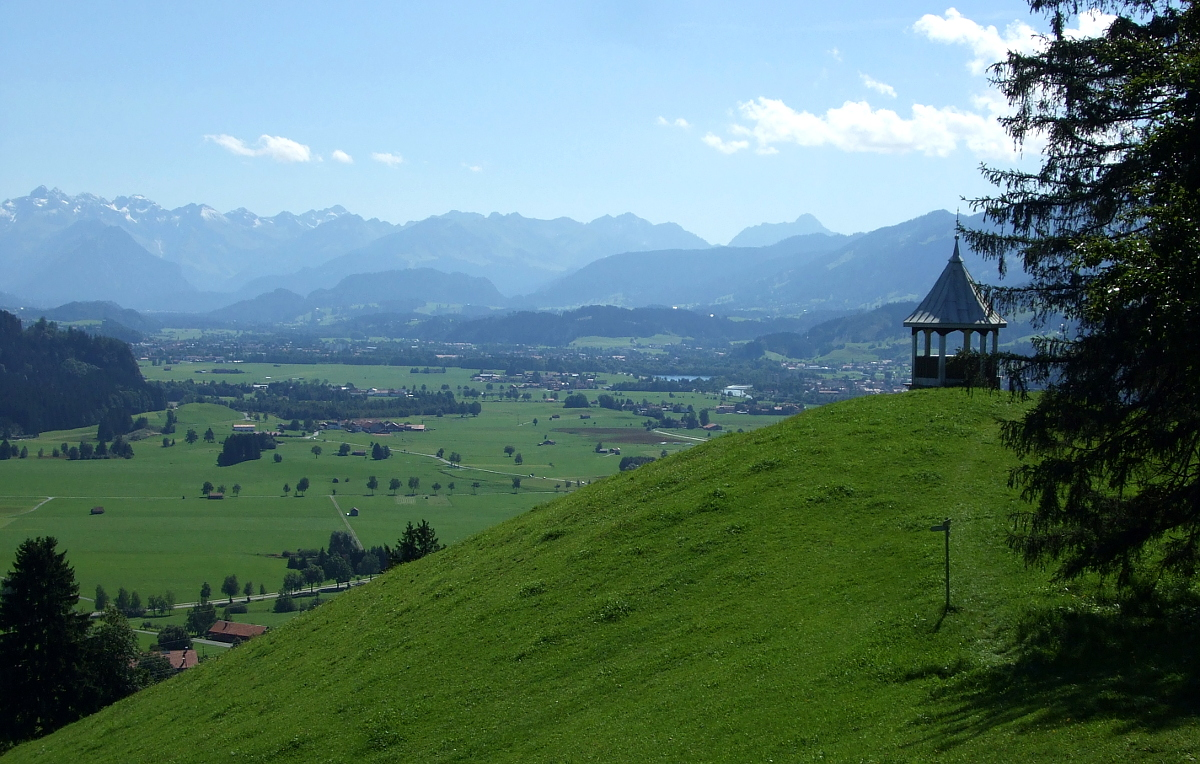
Bayerisches Alpenvorland vom Rottachberg aus

Das bayerische Alpenvorland ist ein Teil des Alpenvorlandes. Es erstreckt sich auf dem Gebiet südlich der Donau, welches bis zu den Bayerischen Alpen flache Gebiete und hügelige Ausläufer enthält. Im Westen und Osten wird es durch die bayerische Landesgrenze begrenzt.

## Entstehung
Durch die Überschiebung der afrikanischen Kontinentalplatte auf die eurasische Kontinentalplatte im Tertiär-Zeitalter entstand das Molassebecken, welches enorme Massen an erodiertem Schutt aufnahm. Dieser bildet heute den Grund des bayerischen Alpenvorlandes.
Im südlichen Teil sind diese Molasseschichten durch den Einfluss der Gletschervorstöße aus den Zentralalpen im Rahmen der quartären Eiszeiten überformt worden. Für das heutige Erscheinungsbild ist dabei insbesondere der letzte Vorstoß der Gletscher im Rahmen der Würm-Kaltzeit verantwortlich. Dabei transportierten die Gletscher Erd- und Gesteinsmassen bis kurz vor München und lagerten sie in jenen charakteristischen hügeligen Landformen ab, für die das bayerische Alpenvorland heute bekannt ist. 
Die vielen bayerischen Seen wurden von den Gletschern aus dem Molassegrund ausgeschabt (u. a. Ammersee, Starnberger See) oder entstanden später beim Rückzug der Gletscher durch von der Hauptzunge abgetrennte Toteisblöcke (z. B. die Osterseen). Die beim Abschmelzen des Gletschers verflüssigten Eismassen spülten über mehrere Eiszeiten eine große Mengen an Schotter an. So entstand die Münchener Schotterebene, welche sich im Gegensatz zu anderen bayerischen Sandern durch ihre sehr weiträumige Ausdehnung auszeichnet.
Zusammengefasst dokumentieren die Moränenhügel, die schottrigen Sander und die Seen in diesem Gebiet die Elemente der glazialen Serie.

## Geographie und Geologie

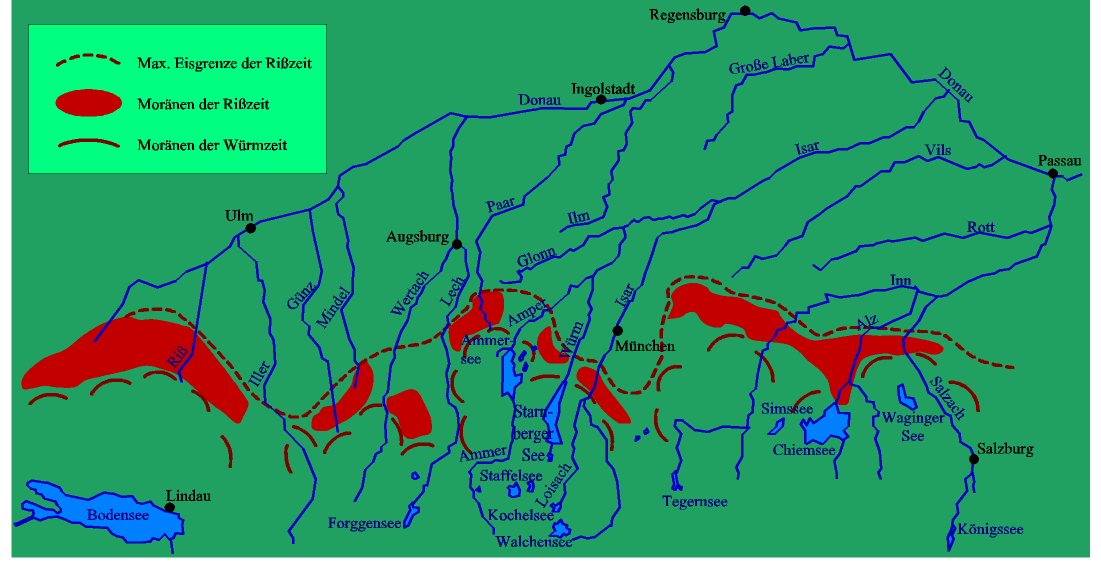
Übersicht mit Städten, Gewässern sowie Eiszeit-Spuren

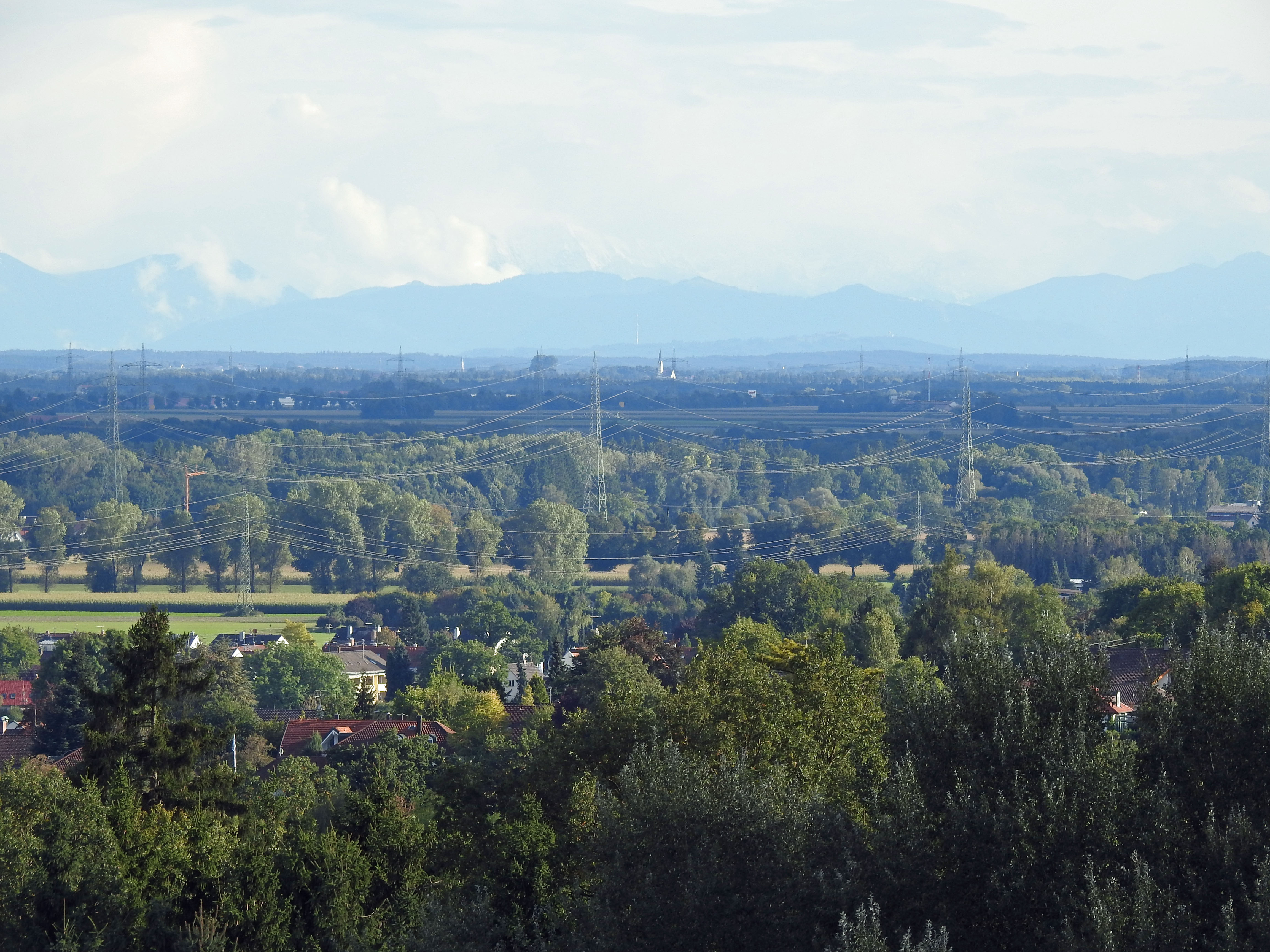
Blick von Augsburg (Bismarckturm) über das Lechfeld nach Süden bis zum Alpenrand (Voralpen)

Im Norden wird das bayerische Alpenvorland durch die Donau begrenzt. Die westliche Abgrenzung bildet die Grenze des Regierungsbezirkes Schwaben (Bayern) zu Baden-Württemberg und die östliche der Grenzfluss Salzach. Es erstreckt sich bis zu den alpinen und voralpinen Erhebungen der bayerischen Alpen.
Die größte Stadt in der Region ist München, das inmitten des Alpenvorlandes an der Isar liegt. Das bayerische Alpenvorland ist auch von einigen Wiesenlandschaften sowie Waldgebieten geprägt.
Das bayerische Alpenvorland wird u. a. von den Flüssen Iller, Wertach, Lech, Ammer, Loisach, Isar und Inn durchzogen, die zumindest in den Alpen noch häufig dem früheren Verlauf der Gletscherzungen folgen. Die in den Endmoränenlandschaften entstandenen Seen ragen teilweise bis in die Alpen (Bodensee, Tegernsee, Starnberger See, Chiemsee etc.).
Nennenswerte Erhebungen des Bayerischen Alpenvorlandes sind das Burgkranzegger Horn mit 1151 m, der Ursersberg in der Adelegg mit 1129 m, der Auerberg mit 1055 m oder der Hohe Peißenberg mit 988 m. Einige größere Erhebungen sind weiter nach Norden in den flacheren Raum vorgelagert, z. B. der Auerberg, der Hohe Peißenberg oder der Taubenberg.

## Naturräumliche Gliederung
In der naturräumlichen Gliederung, gemäß dem seit den 1950er-Jahren als Standardwerk dienenden Handbuch der naturräumlichen Gliederung Deutschlands, unterscheidet man auf deutschem Boden vier naturräumliche Großregionen. Diese vier Regionen des nördlichen Alpenvorlandes sind die Donau-Iller-Lech-Platte (04), die Isar-Inn-Schotterplatte (05), das unterbayerische Hügelland (06) sowie das voralpine Hügel- und Moorland (03). Letzteres wird auch als südliches Alpenvorland bezeichnet – namensgleich zum südlichen Alpenvorland, welches fast vollständig in Italien liegt und sich bis nach Slowenien erstreckt.
In Nachfolgepublikationen der 1990er Jahre (Einzelblätter Lindau und Kaufbeuren, Hansjörg Dongus) wird zum Teil auch von den nördlichen Voralpen gesprochen. Zusätzlich wurde die neue Großregion Nagelfluhhöhen und Senken zwischen Bodensee und Wertach (02) mit Adelegg und Pfänder abgespalten. Der als Region 03 verbliebene Teil des bayerischen Alpenvorlandes wird in jenen Ausführungen als Subalpines Jungmoränenland bezeichnet.